# Otto Martin Julius Koenig
Otto Martin Julius Koenig (* 12. Mai 1881 in Wien; † 13. September 1955 ebenda) war ein  Pädagoge, Wissenschaftler und Schriftsteller aus Österreich. Er ehelichte  Mathilde Hruby und war Vater des  Verhaltensforschers Otto Koenig.

## Leben und Werk
Otto Koenig hat nach Besuch der Volksschule und des Landes-Real- und Obergymnasiums in Stockerau 1901 die Matura am humanistischen Staatsgymnasium in Wien abgelegt und von 1901 bis 1905 an der Philosophischen Fakultät der Universität Wien studiert. Nach dem Studium war Otto Koenig unter anderem Lehrer an den Wiener Arbeiter-Bildungsanstalten und ständiger Mitarbeiter der sozialdemokratisch ausgerichteten Wiener Arbeiter-Zeitung, 1913/14 Leiter des Feuilletons der ebenso sozialdemokratisch orientierten Dresdner Volkszeitung.
Während des Ersten Weltkrieges hat er als Leutnant bzw. Oberleutnant in unterschiedlichen Funktionen Dienst getan. Die militärischen Funktionen des Vaters erlaubten es, dass die Familie wohl mehrfach dem Vater folgen konnte (Graz, Zagreb) und offensichtlich ab 1916 lange Zeit in Slawonien unmittelbar an der Save wohnte. Erst Ende des Krieges kehrte die Familie „in einem Viehwaggon“ gemeinsam nach Klosterneuburg zurück. Nach Otto Koenigs Darstellung siedelte die Familie bereits im Frühjahr 1919 wieder nach Dresden um, wo der Vater seine Dienste bei der Dresdner Volkszeitung fortsetzte.
Doch schon am 1. Mai 1919 wurde er an die Wiener Arbeiter-Zeitung zurückberufen. In der dann folgenden Zeit hat Otto Koenig, der altsprachlich, literarisch und geschichtlich sehr bewandert war, häufig auch Veranstaltungen an unterschiedlichen Wiener Bildungsinstitutionen durchgeführt, insbesondere an der Volkshochschule „Volksheim Ottakring“ und an verschiedenen Arbeiterbildungsanstalten. Überdies publizierte er neben seiner beruflichen Arbeit auch in großem Umfang Artikel, Broschüren und Bücher. 
1933 wurde er Mitglied der Vereinigung sozialistischer Schriftsteller. Im Februar 1934 verlor er seine Arbeit und alle seine Funktionen. Nach 1945 kehrte er als Redakteur in die Arbeiter-Zeitung zurück, schrieb für das Feuilleton und Theaterkritiken.

## Ehrungen
- Würdigungspreis der Stadt Wien für Volksbildung (1947) und die Ehrenmedaille der Stadt Wien (1951).
- Der Genossenschaftsbau Thaliastraße 78 in Wien, 16., wurde nach ihm benannt, und im VHS-Haus Ottakring erinnert eine Gedenktafel an sein Wirken.

## Publikationen
- Gesichte der Vergangenheit. Rikola, Wien 1923.
- Menschen und Mächte. Gerlach & Wiedling, Wien 1947.